# 2 Lubelska Brygada Obrony Terytorialnej
2 Lubelska Brygada Obrony Terytorialnej im. mjr. Hieronima Dekutowskiego, ps. „Zapora” (2 LBOT) – związek taktyczny Wojsk Obrony Terytorialnej Wojska Polskiego.

## Struktura organizacyjna
Struktura w 2023:
- Dowództwo brygady – Lublin
- 21 batalion lekkiej piechoty – Lublin (dawny 23 bot)
- 22 batalion lekkiej piechoty – Dęblin
- 23 batalion lekkiej piechoty – Bezwola
- 24 batalion lekkiej piechoty – Kraśnik
- 25 batalion lekkiej piechoty – Zamość

## Tradycje
Decyzją nr 50/MON Ministra Obrony Narodowej z dnia 1 marca 2017, brygada przejęła i z honorem kultywuje tradycje:
- 27 Wołyńskiej Dywizji Piechoty Armii Krajowej (1944),
- 8 pułku piechoty Legionów Armii Krajowej (1944),
- 9 pułku piechoty Legionów Armii Krajowej (1943-1944),
- Zrzeszenia „Wolność i Niezawisłość” Okręgu WiN – Lublin (1945-1947);

Przyjęła nazwę wyróżniającą „Lubelska” i otrzymała imię mjr. Hieronima Dekutowskiego, ps. „Zapora”. Święto 2 Brygada Obrony Terytorialnej obchodzi w dniu 24 maja.

Insygnia
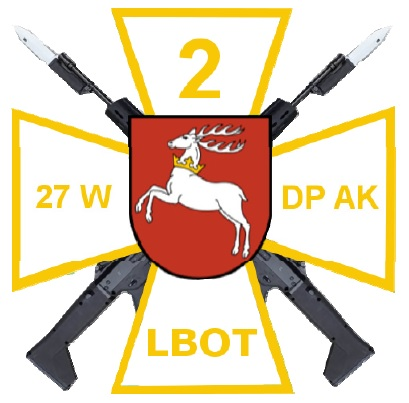
Odznaka pamiątkowa (od marca do maja 2017)
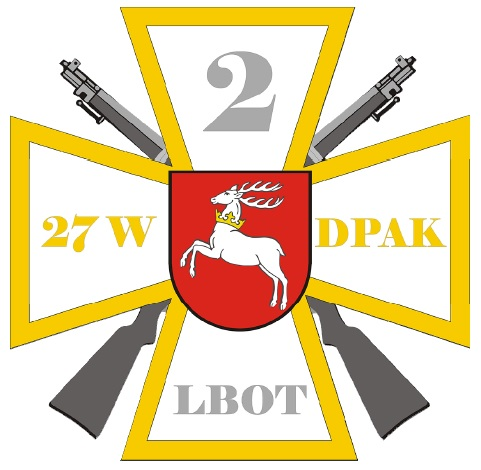
Odznaka pamiątkowa (obecnie – od maja 2017)
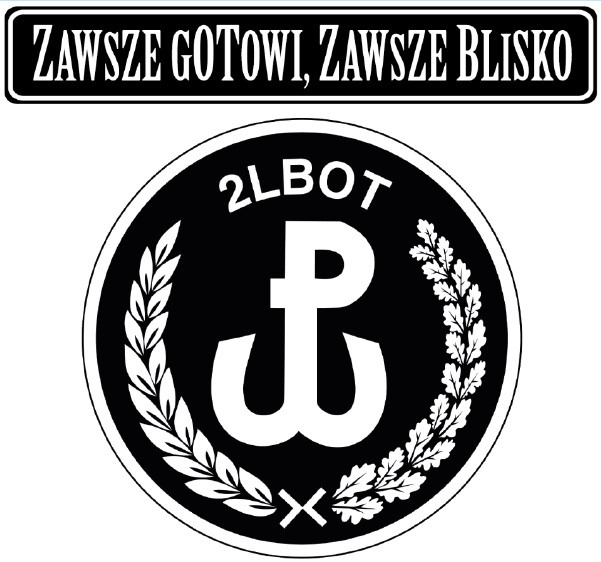
Oznaka rozpoznawcza na mundur wyjściowy
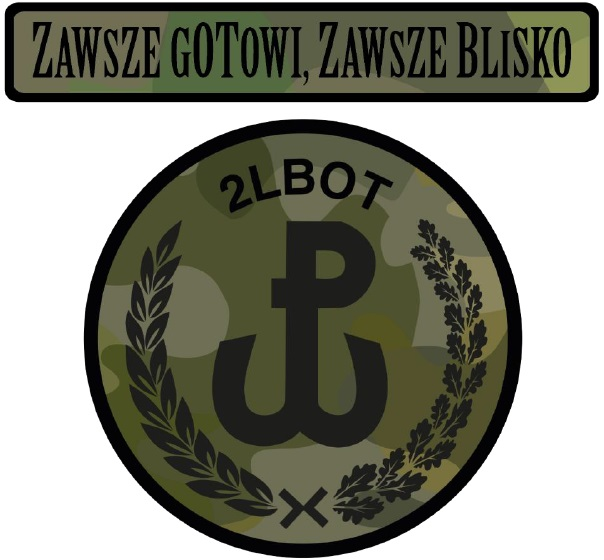
Oznaka rozpoznawcza na mundur polowy

## Żołnierze brygady
Dowódcy brygady:
- płk Tadeusz Nastarowicz (12 VIII 2016 – 29 XI 2022)
- cz. p.o. ppłk Sławomir Miazga  (29 XI 2022 – 9 III 2023)
- płk Zbigniew Krzyszczuk (9 III 2023 – obecnie)